# Egypte-medaille (Turkije)
De Egypte Medaille, in het Turks "Vakai Misriye" geheten, werd in 1801 door Sultan Selim III van Turkije ingesteld. Medailles waren tot op dat moment onbekend in Turkije en dat gold ook voor ridderorden. Ten behoeve van het onderscheiden van de Engelse vloot en de troepen die Napoleons vloot en het van Frankrijk geïsoleerde en achtergelaten leger, in de slag op de Nijl en in maart 1801 ook in veldslagen, wisten te verslaan werd een medaille geslagen die in zes graden werd toegekend. Voor admiraal Nelson was er een kostbare chelengk. De waarde werd op £2000,- geschat en de Orde van de Halve Maan. Verder ontving de admiraal een zilveren beker van de "chartered Company of merchants trading in the Levant seas", een zilveren kan, een musket ingelegd met zilver en ivoor, een scharlaken mantel met sabelbont ter waarde van £1000,- en een kostbaar kromzwaard. De machtige moeder van de Sultan zond een met diamanten versierd kistje ter waarde van £1000,-.
Zo werd de zegevierende admiraal bedacht. Ook de generaal, Sir David Baird kreeg kostbare geschenken en een Turkse orde. De kapiteins en officieren van de marine deelden in de rijke buit na de zeeslag en ontvingen particuliere medailles van Alexander Davison en Matthew Boulton. Alexander Davison liet voor alle officieren en matrozen honderden medailles in brons, verguld brons, zilver en goud slaan. Boulton liet 14001 medailles slaan. Ook daarmee werden alle Britse veteranen vereerd.
Er zijn zes uitvoeringen bekend:
- Een gouden met diamanten omringde medaille met een doorsnee van 55 millimeter.
- Een gouden medaille met een doorsnee van 55 millimeter.
- Een gouden medaille met een doorsnee van 48 millimeter.
- Een gouden medaille met een doorsnee van 43 millimeter.
- Een gouden medaille met een doorsnee van 36 millimeter.
- Een zilveren medaille met een doorsnee van 36 millimeter.

De medaille werd aan een keten verleend maar door de Britten, volgens hun gewoonten, aan een roomkleurig zijden lint gedragen. Soms hangt de medaille aan een gesp, soms aan een simpele ring. Dat hing af van de smaak van de gedecoreerde Britse officier.
Op de voorzijde staan een halve maan en een ster omringd door een bloemenkrans of een reeks diamanten. Ook de ster en halve maan zelf zijn in de hoogste graad met diamanten versierd. Op de keerzijde staat de tughra, de gekalligrafeerde handtekening van de sultan en het jaartal 1801.
Dat het jaartal de Westerse jaartelling volgde en niet de mohammedaanse geeft aan dat de ongeveer 500 uitgereikte medailles voor de Britten bestemd waren.